# Richard Morgiève
Richard Morgiève est un écrivain français, né le 9 juillet 1950 à Paris. Il est aussi dramaturge, scénariste et acteur.

## Biographie
Orphelin à l’adolescence (sa mère est morte d'un cancer en octobre 1957 quand il avait sept ans et son père s’est suicidé en novembre 1963 quand il en avait treize), Richard Morgiève a découvert la lecture, qui est alors pour lui un moyen d'apprentissage, d’exploration et de consolation. Autodidacte, il se passionne pour des auteurs très divers, dont Mary O’Hara ou Balzac. Jeune adulte, il « devient garagiste, mécano, bosse avec de petits escrocs ».
Il publie à trente ans, en 1980, son premier roman policier.
Depuis 1987, avec Des Femmes et des boulons, et Un petit homme de dos en 1988, il se consacre essentiellement à l’écriture de romans, récits ou pièces de théâtre.
Quant à ses goûts littéraires, il déclare, en 1997 : « En France, il y a deux auteurs qui m'ont profondément marqué, un inconnu qui s'appelle Jean Douassot et l'autre c'est Louis Calaferte ». – Jean Douassot est le pseudonyme des premiers écrits de l'artiste Fred Deux – Dix ans plus tard, ce sont à nouveau ces deux auteurs qu'il cite, et vingt ans plus tard, en 2017, dans un entretien pour le site de lecteurs Babelio, à la question : « Quelle est la perle méconnue que vous souhaiteriez faire découvrir à nos lecteurs ? », ce sont deux ouvrages de Jean Douassot qu'il mentionne.
Il épouse Émilie Chaix, fille de la romancière Marie Chaix, dont il divorce, avant de se remarier, dans les années 2000, avec la psychanalyste et romancière Alice Massat. Il est père de deux filles, nées en 1973 et 1982 et d'un garçon, né en 1996.
Il vit à Paris.

## Carrière littéraire

### Années 1980 et 1990
Les cinq premiers romans de Richard Morgiève, publiés de 1980 à 1983, sont des romans policiers qui, à ses yeux, ne font pas véritablement partie de son œuvre. Il en dit que c'était pour lui des tentatives de montrer qu'il savait écrire et user des artifices propres au genre.
Son premier roman de littérature générale, Des femmes et des boulons, est publié en 1987.
À propos de Cueille le jour (1994), Jean-Patrick Manchette lui écrit qu’il l’a trouvé « impressionnant, formidable. Il est beau de voir avec quelle maîtrise s’associent le ton et la teneur de ton « conte ». Il y a un moment que je sais que tu t’es envolé dans les espaces supérieurs (au moins depuis Un petit homme…) ».
Selon Libération, « Depuis 1995, il mène l'autofiction de ses fantasmes, commencée avec le très inconvenant Sex vox dominam ».
En 1996, Richard Morgiève déclare : « On a dit pour Sex Vox Dominam que c'était un livre dur. Pour moi, c'est faux. Mon roman précédent, Cueille le jour est beaucoup plus violent mais ce n'est pas à moi de le dire ».
Le magazine Le Matricule des anges écrit en 1996 : « [Richard Morgiève] démolit littéralement les phrases pour qu'elles expriment sans aucune contrainte une force venue d'ailleurs, hors conscience. [...] Son autobiographie est éclatée dans ses divers écrits même si Un petit homme de dos condense dans une beauté troublante son passé oscillant entre les souvenirs et l'imaginaire. ».
En 1997, Le Matricule des anges écrit dans son avis critique de Legarçon : « son passé (la fameuse autobiographie) a été transcendé, exulté, poétisé, pleuré, plaisanté dans nombre de ses précédents romans (Fausto, Andrée, Cueille le jour) et dont la quintessence ultime a été taillée (au sens où l’on taille un diamant) dans Un petit homme de dos ».
À propos de Legarçon, Pierre Lepape écrit dans Le Monde : « Richard Morgiève invente une écriture » et Jean-Paul Dollé en parle comme d’ « une version hard de la Phénoménologie de l’esprit ».

### Depuis les années 2000
Il publie Full of love en 2004, et Vertig en 2005, ouvrage où, selon Le Monde « il se sépare de sa mère. Deuil violent et absolu. Mais l'écriture ne libère de rien. "Chaque livre vous ôte un peu plus", dit-il ».
Miracles et légendes de mon pays en guerre est publié en 2007. Selon Le Monde « un récit baroque sur fond d’Occupation » où « Richard Morgiève nous embarque dans un conte grotesquement étrange, violent et merveilleux ». En 2009  paraît Cheval, dans lequel « Morgiève a mis beaucoup de lui-même dans le roman picaresque de ces Pieds Nickelés pathétiques » selon Le Monde.
Il écrit une trilogie avec les titres United Colors of crime, Boy, et Love, entre 2012 et 2015.

## Publications

### Romans policiers
- 1980 : Allez les Verts, Éditions Sanguine
- 1981 : Branqu'à part, Éditions Sanguine
- 1982 : Sympathies pour le diable, Albin Michel  (ISBN 2-226-01574-4)
- 1982 : Chrysler 66, Albin Michel Sanguine 2e série no 1  (ISBN 2-226-01439-X)
- 1983 : Gare indienne de la paix, Engrenage no 79 Fleuve noir  (ISBN 2-265-02484-8)

### Romans
- 1987 : Des femmes et des boulons, Ramsay (ISBN 2-85956-562-0)
- 1988 : Un petit homme de dos, Ramsay  (ISBN 2-85956-722-4), réédité chez Joëlle Losfeld en 1994 et 2007 (collection Arcanes) Prix  des rencontres du livre d'histoire de  Courbevoie 2007[14]
- 1990 : Fausto, éditions Robert Laffont  (ISBN 2-221-07691-5) Prix Point de Mire 1993 - Prix Joseph Delteil 1994 - adapté au cinéma en 1993 : Fausto, de Rémy Duchemin, dont il est coscénariste
- 1993 : Andrée, Éditions Robert Laffont  (ISBN 2-221-07683-4)
- 1994 : Cueille le jour, éditions Robert Laffont  (ISBN 2-221-07828-4)
- 1995 : Sex vox dominam, Calmann-Lévy  (ISBN 2-7021-2492-5)
- 1996 : Mon beau Jacky[2], Calmann-Lévy  (ISBN 2-7021-2628-6)
- 1997 : Legarçon[9], Calmann-Lévy  (ISBN 2-7021-2749-5)
- 2000 : Ma vie folle, éditions Pauvert  (ISBN 2-7202-1403-5) Mention spéciale Prix Wepler 2000[15]
- 2000 : Ton corps, Éditions Pauvert  (ISBN 2-7202-1409-4)
- 2001 : Deux mille capotes à l'heure, Éditions Pauvert  (ISBN 2-84261-278-7)
- 2002 : Mon petit garçon, Joëlle Losfeld  (ISBN 2-84412-112-8) réédition en novembre 2019 Joëlle Losfeld  (ISBN 978-2-84412-112-7) adapté en spectacle par l'auteur en 2005 : voir section Adaptations de ses œuvres.
- 2002 : Ce que Dieu et les anges, Éditions Pauvert  (ISBN 2-7202-1477-9)
- 2004 : Full of love, Denoël  (ISBN 2-207-25466-6)
- 2005 : Vertig[11], Denoël  (ISBN 2-207-25581-6) Prix Wepler 2005[15]
- 2007 : Miracles et légendes de mon pays en guerre[12], Denoël  (ISBN 978-2-207-25948-1)
- 2009 : Cheval[13], Denoël  (ISBN 978-2-207-26110-1)
- 2010 : Mouton, Carnets nord  (ISBN 978-2-355-36038-1)
- Trilogie :
  - 2012 : United Colors of Crime[16], Carnets nord  (ISBN 978-2-35536-053-4)
  - 2014 : Boy, Carnets nord  (ISBN 978-2-35536-118-0)
  - 2015 : Love[17], Carnets nord  (ISBN 978-2-35536-157-9)
    - Intégrale : 2017 : La Trilogie, avec une préface inédite de l'auteur  Je ne suis pas moi Carnets nord  (ISBN 978-2-355362521)
- 2015 : Martyrium, La Dragonne  (ISBN 978-2-913465-91-6)
- 2015 : Le fête des mères sous le pseudonyme de Jacques Bauchot[18], Carnets nord  (ISBN 978-2355361708)
- 2017 : Les Hommes[19],[20], Joëlle Losfeld  (ISBN 978-2-07-273174-7)
- 2019 : Le Cherokee[21], Joëlle Losfeld  (ISBN 978-2-07-282932-1)Grand prix de littérature policière 2019 [22] et prix Mystère de la critique 2020 - Réédition, Gallimard, coll. « Folio policier » no 919, 2020  (ISBN 978-2-913465-91-6)
- 2021 : Cimetière d'étoiles[18],[23], Joëlle Losfeld  (ISBN 978-2-07-282932-1)Réédition, Gallimard, coll. « Folio policier » no 948, 2022  (ISBN 978-2-07-296487-9)
- 2023 : La Fête des mères, Gallimard, coll. « Joëlle Losfeld »  (ISBN 978-2-07-302757-3) Prix Georges Brassens 2023[24] Réédition, Gallimard, coll. « Folio » no 7508, 2025  (ISBN 978-2-07-309600-5)
- 2024 : La Mission, Gallimard, coll. « Joëlle Losfeld »  (ISBN 978-2-07-307968-8)

### Théâtre
- 2000 : Tout un oiseau, Éditions Pauvert  (ISBN 2-7202-1390-X) Pièce mise en scène en 2002 : voir section Adaptations de ses œuvres.
- 2001 : La Demoiselle aux crottes de nez, Joëlle Losfeld  (ISBN 2-84412-102-0) Pièce mise en scène en 2003 : voir section Adaptations de ses œuvres.
- 2005 : Mondial cafard, Joëlle Losfeld  (ISBN 2-07-078956-X)

### Littérature jeunesse
- 2000 : Bébé-Jo[25], illustrations de Gianpaolo Pagni, Joëlle Losfeld  (ISBN 2-84412-039-3)

### Articles
- « Le Silence », La Nouvelle Revue française, no 627, p. 32-41, novembre 2017. (ISBN 9782072755743)
- « Alice Massat : Le ministère de l'intérieur », La Femelle du Requin , no 50, p. 120-121, Janvier 2019. (ISBN 9782912317506)
- « À quoi bon la littérature dans un monde d'images ?  on a besoin d'histoires », Papiers, no 28, p. 72, avril-juin 2019. (ISBN 9782912969958)

### Collectif
- 2001 : Un cavalier de dos, in Histoire de lecture, Ministère de la Culture et de la Communication  (ISBN 2-907005-12-X)
- 2002 : Intérieur-extérieur, in Les mots des autres, FRMK  (ISBN 2-911842-83-9)
- 2002 : Contre Offensive, éditions Pauvert  (ISBN 2-7202-1481-7)
- 2002 : Notre pensée est-elle prisonnière de la langue que nous parlons ?, in Anti-annales de philosophie, Bréal  (ISBN 2-84291-987-4)
- 2004 : Pendant que les enfants jouent, in Tout sera comme avant, Verticales  (ISBN 2-84335-198-7), d'après l'album éponyme de Dominique A
- 2018 : Le Jumeau solitaire, in La revue - 40 récits et fictions courtes, Le serpent à plumes  (ISBN 979-1-09-739071-6)
- 2025 : Voyage à travers l'œuvre de Jim Thompson, Payot & Rivages  (ISBN 978-2-7436-6683-5)
- 2025 : D'une bibliothèque à l'autre, Manufacture des livres  (ISBN 978-2-3855-3193-5)

## Filmographie

### Scénariste

#### Au cinéma
- 1983 : Légitime violence, de Serge Leroy
- 1985 : Diesel, de Robert Kramer
- 1989 : Cher frangin, de Gérard Mordillat
- 1993 : Fausto, de Rémy Duchemin - coscénariste - d'après son livre éponyme de 1990
- 1993 : L'Enfant lion, de Patrick Grandperret (superviseur scénario)
- 1996 : Tiré à part, de Bernard Rapp
- 2003 : Les Filles, personne s'en méfie, de Charlotte Silvera

#### À la télévision
- 1985 : Double face, de Serge Leroy
- 1998 : Le Baiser sous la cloche, de Emmanuel Gust

### Acteur

#### Au cinéma
- 1993 : Les Victimes, de Patrick Grandperret
- 1995 : Je ne vois pas ce qu'on me trouve, de Christian Vincent
- 2000 : Une femme d'extérieur, de Christophe Blanc (Serge)
- 2003 : Les Filles, personne s'en méfie, de Charlotte Silvera (Serveur au café Saint-Paul)
- 2006 : Quatre étoiles, de Christian Vincent
- 2012 : Les Saveurs du palais, de Christian Vincent

#### Courts métrages
- 2002 : Le Retour du printemps, de Carlos Pardo
- 2004 : La Baguette, de Philippe Pollet-Villard (Richard)
- 2007 : Le Mozart des pickpockets, de Philippe Pollet-Villard (Richard)
- 2004 : Issue de secours, de Christel Chabert

#### À la télévision
- 2003 : Une grande fille comme toi, de Christophe Blanc (Francis)
- 2009 : Boubouroche, de Laurent Heynemann
- 2012 : Le Fil d'Ariane, de Marion Laine

## Exposition de peintures
2008 :  Exposition de ses œuvres peintes à la Maison Gueffier, Le Grand R, à La Roche-sur-Yon (Vendée), novembre et décembre 2008.

## Adaptations de ses œuvres

### Au cinéma
1993 : Fausto, de Rémy Duchemin, dont il est coscénariste, d'après son livre éponyme de 1990

### Au théâtre
- 2002 : Sa pièce de théâtre Tout un oiseau, publiée en 2000, est mise en scène par Evelyne Pérard, interprétée par Johnny Dejoux, Fabrice Jardin et Pierre Lhôte ; Forum culturel du Blanc-Mesnil, en mars 2002
- 2003 : Sa pièce de théâtre La Demoiselle aux crottes de nez, publiée en 2001, est mise en scène par Emmanuelle Hiron et Léonore Chaix, avec Léonore Chaix, musique de Sanseverino, Théâtre du Rond-Point à Paris, avril 2003
- 2005 : Ça, préliminaires, est un spectacle d'après ses textes et ceux de Philippe Cruzéby et Caroline Lamarche, conception et mise en scène Anne-Laure Liégeois, chorégraphie Dominique Boivin ;  avec Sébastien Bravard, Christian Caro, Léonore Chaix ; coproduction Le Festin à Montluçon, La Filature à Mulhouse et le Parc de la Villette à Paris ; création pour les Rencontres théâtrales de Hérisson (Allier), juillet 2005
- 2005 : il adapte en spectacle son ouvrage Mon petit garçon (2002), et le met en scène avec Bruno Marchand, interprété par Bruno Marchand et Stella Cohen-Hadria ; maison de la culture de Clermont-Ferrand, janvier 2005

### En musique
2008 : Doriand compose une musique sur le texte de Richard Morgiève Mon petit garçon (2002), pour le livre-disque conceptuel Fantaisie littéraire

## Documentaire
2007 : Portrait de Richard, film de Nicolas Barrié, production Incidences, DVD de 52 min.

## Prix et distinctions
- 1993 : prix Point de Mire pour Fausto[27]
- 1994 : prix Joseph Delteil pour Fausto[27]
- 2000 : mention spéciale du prix Wepler[15] - Fondation La Poste pour Ma vie folle (Pauvert)
- 2005 : prix Wepler[15] - Fondation La Poste pour Vertig (Denoël)

- 2007 : prix littéraire des Rencontres du livre d'Histoire de Courbevoie pour Un petit homme de dos (Joëlle Losfeld)

- 2007 : prix d'interprétation au Festival du court-métrage d'humour de Meudon pour son rôle dans Le Mozart des pickpockets, de Philippe Pollet-Villard
- 2018 : prix du Printemps du roman pour Les Hommes[28],[29]
- 2019 : grand prix de littérature policière pour Le Cherokee[22]
- 2020 : prix Mystère de la critique pour Le Cherokee[30],[31]
- 2023 : 
  - Prix Georges Brassens pour La fête des mères[24]
  - Finaliste Prix Médicis pour La fête des mères[24]